# Káto Soúrmena
Káto Soúrmena är en ort i Grekland.   Den ligger i prefekturen Nomós Kilkís och regionen Mellersta Makedonien, i den norra delen av landet, 400 km norr om huvudstaden Aten. Káto Soúrmena ligger 199 meter över havet och antalet invånare är 442.
Terrängen runt Káto Soúrmena är varierad.Runt Káto Soúrmena är det ganska glesbefolkat, med 22 invånare per kvadratkilometer. Närmaste större samhälle är Drosáto, 11,1 km söder om Káto Soúrmena. Trakten runt Káto Soúrmena består till största delen av jordbruksmark.